# Mouvement pour l’évolution sociale de l’Afrique noire
Die Mouvement pour l’évolution sociale de l’Afrique noire (abgekürzt MESAN, französisch für „Bewegung für die soziale Entwicklung Schwarzafrikas“) war eine politische Partei in Ubangi-Schari und später in der Zentralafrikanischen Republik.
Die Partei, welche ursprünglich als eine soziale Bewegung arbeitete, wurde von Barthélemy Boganda in Bangui, der Hauptstadt von Ubangi-Schari am 28. September 1949 gegründet, mit dem Ziel, „alle Schwarzen der Welt“ zu verbinden und um die politische, wirtschaftliche und soziale Entwicklung Schwarzafrikas zu fördern, die Barrieren des Tribalismus und des Rassismus zu brechen, und um die „menschenunwürdige koloniale Unterordnung“ durch eine menschlichere Auffassung der Brüderlichkeit und Zusammenarbeit zu ersetzen.
Die MESAN gewann bei der Wahl zur Territorialversammlung am 31. März 1957 sämtliche Sitze. Nach der Unabhängigkeit wurde die MESAN die Regierungs- und faktische Einheitspartei. Alle Bürger des Landes wurden zu Mitgliedern erklärt und mussten Mitgliedsbeiträge abführen. Nach dem Militärputsch vom Dezember 1965 und der Machtübernahme von Jean-Bédel Bokassa blieb die Partei zwar formal bestehen, war aber politisch bedeutungslos geworden. Die Partei wurde am 24. November 1979 nach dem Sturz Bokassas aufgelöst.